# Underworld: Blood Wars
Underworld: Blood Wars (bra: Anjos da Noite - Guerras de Sangue; prt: Underworld: Guerras de Sangue) é um filme norte-americano de 2016, dos gêneros ação e terror, dirigido por Anna Foerster (estreando como diretora), com roteiro de Cory Goodman baseado nos personagens criados por Kevin Grevioux, Danny McBride e Len Wiseman.
Este quinto da série de filmes Underworld é a sequência do filme de 2012, Underworld: Awakening, e tem novamente Kate Beckinsale como Selene. O elenco inclui ainda Theo James, Tobias Menzies, Lara Pulver, Bradley James e Charles Dance.

## Elenco
- Kate Beckinsale como Selene [6]
- Theo James como David [7]
- Tobias Menzies como Marius [8]
- Lara Pulver como Semira [9][10]
- Bradley James como Vargas [11]
- Charles Dance como Thomas [10]
- James Faulkner ... [10]
- Peter Anderon ... [10]
- Clementine Nicholson como Lena [12]
- Daisy Head como Alexia [10]
- Oliver Stark como Gregor [10]
- Brian Caspe como Hajna [10]

## Sinopse
Selene, a vampira negociante de mortes, segue se defendendo contra ataques brutais não só do clã Lycan, como também da facção Vampire, que se voltou contra ela. Contando apenas com David e Thomas, Selene não poupará sacrifícios para acabar de vez com a eterna batalha entre Vampiros e Lycans.

## Filmagens
As filmagens começaram no dia 19 de outubro de 2015, em Praga, então República Checa, programadas para durar dez semanas. A equipe do filme inclui o cinegrafista Karl Walter Lindenlaub, o designer de produção Ondřej Nekvasil, a figurinista Bojana Nikitovic, e o editor Peter Amundson. As filmagens terminaram em 11 de dezembro de 2015.